# Архелай (Египет)
Вижте пояснителната страница за други личности с името Архелай.
Архелай II (на гръцки: Αρχέλαος) управлява в Древен Египет от март или април 56 пр.н.е. до 55 пр.н.е. като съпруг на египетската царица Береника IV.
Той е син на понтийския генерал Архелай, обаче се представя за син на известния понтийски цар Митридат VI. Майка му е вероятно дъщеря на Митридат VI.
През 63 пр.н.е. Гней Помпей Магнус го назначава за княз и върховен жрец на военната богиня Белона в Комана Понтика в Понт. Първата му съпруга умира през 56 пр.н.е. През март или април 56 пр.н.е. Архелай се жени втори път за Береника IV, египетска царица (58 – 55 пр.н.е.), дъщеря на Птолемей XII, от династията на Птолемеите. Той става фараон и управлява заедно с Береника IV. Обаче проконсулът на Сирия, Авъл Габиний, не е съгласен за тази сватба.
През началото на 55 пр.н.е. Птолемей XII е поставен чрез военни действия, с помощта на Авъл Габиний по заповед на Помпей Велики, отново за фарон на Египет. Архелай губи битка близо до
Пелузиум против войските на Авъл Габиний. Той е убит във втората битка при Нил. Марк Антоний го погребва с почести.
Новият фараон от март или април 55 пр.н.е., Птолемей XII, заповядва екзекуцията на дъщеря си Береника IV и нейните привърженици.
Той има от първия си брак син Архелай III, който става върховен жрец на Комана, в Понт, свален от Гай Юлий Цезар през 47 пр.н.е. и има син Архелай (от 36 пр.н.е. цар на Кападокия).